# Heather Spytek
Heather Spytek (Woodbury, Nueva Jersey, 17 de diciembre de 1977) es una modelo norteamericana que fue playmate de junio de 2001 de la revista playboy. Además de su aparición en la revista también lo hizo en varios videos playboy y ediciones especiales de la revista.